# Yogesh Kathuniya
Yogesh Kathuniya (3 de marzo de 1997) es un deportista indio que compite en atletismo adaptado. Ganó dos medallas en los Juegos Paralímpicos de Verano, plata en Tokio 2020 y plata en París 2024.

## Palmarés internacional
| Juegos Paralímpicos | Juegos Paralímpicos | Juegos Paralímpicos | Juegos Paralímpicos |
| Año                 | Lugar               | Medalla             | Prueba              |
| ------------------- | ------------------- | ------------------- | ------------------- |
| 2020                | Tokio (Japón)       | Medalla de plata    | Disco F56           |
| 2024                | París (Francia)     | Medalla de plata    | Disco F56           |